# USS Nebraska (BB-14)
O USS Nebraska foi um couraçado pré-dreadnought operado pela Marinha dos Estados Unidos e a segunda embarcação da Classe Virginia, depois do USS Virginia e seguido pelo USS Georgia, USS New Jersey e USS Rhode Island. Sua construção começou em julho de 1902 na Moran Brothers Shipyard e foi lançado ao mar em outubro de 1904, sendo comissionado em julho de 1907. Era armado com uma bateria principal composta por quatro canhões de 305 milímetros montados em duas torres de artilharia duplas, tinha um deslocamento carregado de mais de dezesseis mil toneladas e conseguia alcançar uma velocidade máxima de dezenove nós (35 quilômetros por hora).
O Nebraska juntou-se à Grande Frota Branca quando esta chegou na Costa Oeste dos Estados Unidos em 1908 e realizou uma volta ao mundo, voltando para casa no ano seguinte. Depois disso seguiu uma rotina normal de treinamentos e exercícios com a Frota do Atlântico, atuando no México em 1914 e 1916 no meio da Revolução Mexicana. Com a entrada dos Estados Unidos na Primeira Guerra Mundial em 1917, foi inicialmente usado como navio-escola e depois como escolta de comboios para a Europa. Foi transferido para a Frota do Pacífico em 1919, porém atuou por menos de um ano até ser descomissionado em julho de 1920, sendo desmontado três anos depois.

## Projeto
O trabalho de design na classe Virginia começou em 1899, após a vitória dos Estados Unidos na Guerra Hispano-Americana, que havia demonstrado a necessidade de encouraçados adequados para operações no exterior, resolvendo finalmente o debate entre os proponentes desse tipo e aqueles que favoreciam encouraçados de borda livre baixa com uso na defesa costeira. Os projetistas incluíram um arranjo sobreposto dos canhões principais e alguns dos canhões secundários, o que provou ser uma decepção significativa em serviço, já que o disparo de qualquer conjunto de canhões interferia nos outros, diminuindo a cadência de tiro.
O Nebraska tinha 134,49 metros de comprimento total e tinha uma boca de 23 metros e um calado de sete metros. Ele deslocava 15 188 toneladas conforme projetado e até 16 352 toneladas em plena carga. O navio era movido por motores a vapor de expansão tripla de dois eixos avaliados em 19 mil cavalos de potência, com vapor fornecido por vinte e quatro caldeiras Niclausse movidas a carvão. O sistema de propulsão proporcionava uma velocidade máxima de dezenove nós (35 quilômetros por hora). Como construído, ele foi equipado com mastros militares pesados, mas estes foram rapidamente substituídos por equivalentes treliçados em 1909. Ele tinha uma tripulação de 812 oficiais e praças.
O navio estava armado com uma bateria principal de quatro canhões Mark IV de 305 milímetros (com 40 calibres de comprimento) em duas torres gêmeas na linha central, uma à frente e uma à ré. A bateria secundária consistia em oito canhões de 203 milímetros (45 calibres de comprimento) e doze canhões de 152 milímetros (50 calibres de comprimento). Os canhões de 203 milímetros foram montados em quatro torres gêmeas; duas delas foram sobrepostas no topo das torres da bateria principal, com as outras duas torres lado a lado com o funil dianteiro. Os canhões de 152 milímetros foram colocados em casamatas no casco. Para defesa de curto alcance contra barcos torpedeiros, ele carregava doze canhões de 76 milímetros (50 calibres de comprimento) montados em casamatas ao longo da lateral do casco e doze canhões de 3 libras. Como era padrão para os navios capitais da época, o Nebraska carregava quatro tubos de torpedos de 533 milímetros, submersos em seu casco na lateral.
O cinturão blindado do Nebraska tinha 279 milímetros de espessura sobre os paióis e espaços de máquinas e 152 milímetros em outros lugares. As faces das torres de canhão da bateria principal (e das torres secundárias em cima delas) possuíam 305 milímetros de espessura. Cada torre repousava sobre uma barbeta de apoio que tinha 254 milímetros de blindagem. A torre de comando tinha 229 milímetros em cada um dos seus lados.

## Histórico de serviço

### Pré-Primeira Guerra Mundial

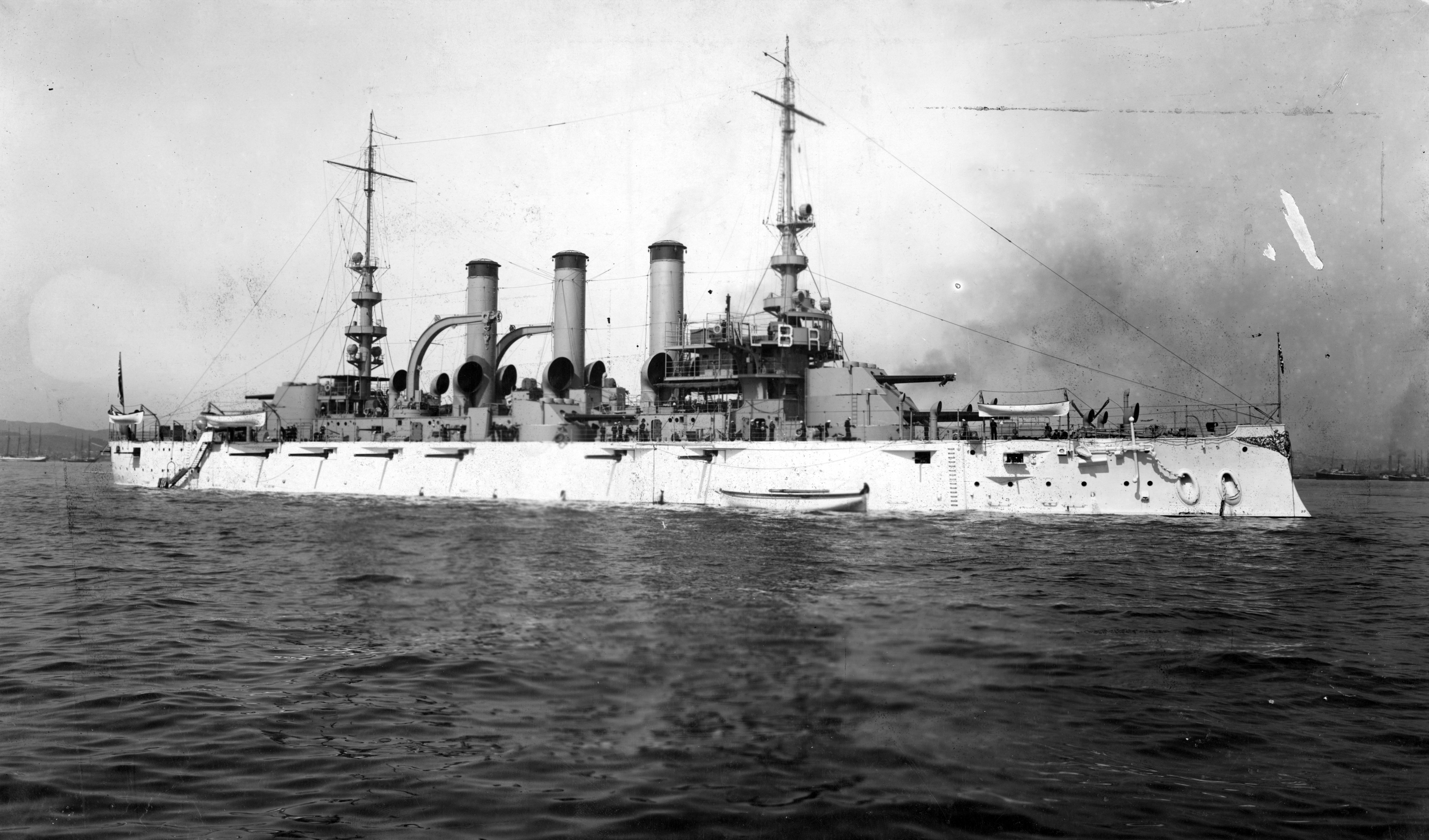
O Nebraska em 1908, provavelmente na época em que se juntou à Grande Frota Branca

A quilha do Nebraska foi batida no Estaleiro Moran Brother's em Seattle, Washington, em 4 de julho de 1902. Ele foi lançado em 7 de outubro de 1904 e comissionado na frota em 1 de julho de 1907, o último membro da classe a entrar em serviço. Seu primeiro comandante foi o capitão Reginald F. Nicholson. Depois de entrar em serviço, ele conduziu cruzeiros de treino. Em maio de 1908, ele embarcou para São Francisco, chegando no dia 6 para se juntar à Great White Fleet, que havia partido de Hampton Roads, Virgínia, no ano anterior, na primeira etapa de seu cruzeiro global. O Nebraska substituiu o encouraçado USS Alabama (BB-8), e a frota partiu de São Francisco em 7 de julho. O cruzeiro da Grande Frota Branca foi concebido como uma forma de demonstrar o poder militar americano, particularmente para o Japão. As tensões começaram a aumentar entre os Estados Unidos e o Japão após a vitória deste último na Guerra Russo-Japonesa em 1905, particularmente sobre a oposição racista à imigração japonesa para os Estados Unidos. A imprensa de ambos os países começou a clamar pela guerra, e Roosevelt esperava usar a demonstração de poderio naval para deter a agressão japonesa.
A Grande Frota Branca iniciou então sua travessia do Pacífico, com uma visita ao Havaí no caminho. As paradas no Pacífico Sul incluíram Melbourne, Sydney e Auckland. Após deixar a Austrália, a frota virou para o norte para as Filipinas, parando em Manila, antes de seguir para o Japão, onde uma cerimônia de boas-vindas foi realizada em Yokohama. Seguiram-se três semanas de exercícios na Baía de Subic, nas Filipinas, em novembro. Os navios passaram por Cingapura em 6 de dezembro e entraram no Oceano Índico; eles carvoaram em Colombo antes de prosseguir para o Canal de Suez e carvoar novamente em Port Said, Egito. A frota fez escala em vários portos do Mediterrâneo antes de parar em Gibraltar, onde uma frota internacional de navios de guerra britânicos, russos, franceses e holandeses saudou os americanos. Os navios então cruzaram o Atlântico para retornar a Hampton Roads em 22 de fevereiro de 1909, tendo percorrido 86 542 quilômetros. Lá, eles realizaram uma revisão naval para o presidente Theodore Roosevelt.
Após a conclusão das cerimônias, o Nebraska permaneceu em serviço com a Frota do Atlântico. No final de 1909, ele participou da Celebração Hudson-Fulton em Nova York. A celebração viu uma frota internacional de navios de guerra da Alemanha, Grã-Bretanha, França, Itália e outros países se juntarem à Frota do Atlântico para comemorar a descoberta do Rio Hudson por Henry Hudson. Em 1912, o Nebraska participou de uma cerimônia para o centenário da entrada da Louisiana nos Estados Unidos. O navio foi enviado ao México duas vezes para proteger os interesses americanos durante a Revolução Mexicana, a primeira de 1 de maio a 21 de junho de 1914 e a segunda de 1 de junho a 13 de outubro de 1916. Por essas ações, o navio foi premiado com a Medalha de Serviço Mexicano. O navio foi brevemente desativado em 1916, mas voltou ao serviço em 3 de abril de 1917.

### Primeira Guerra Mundial

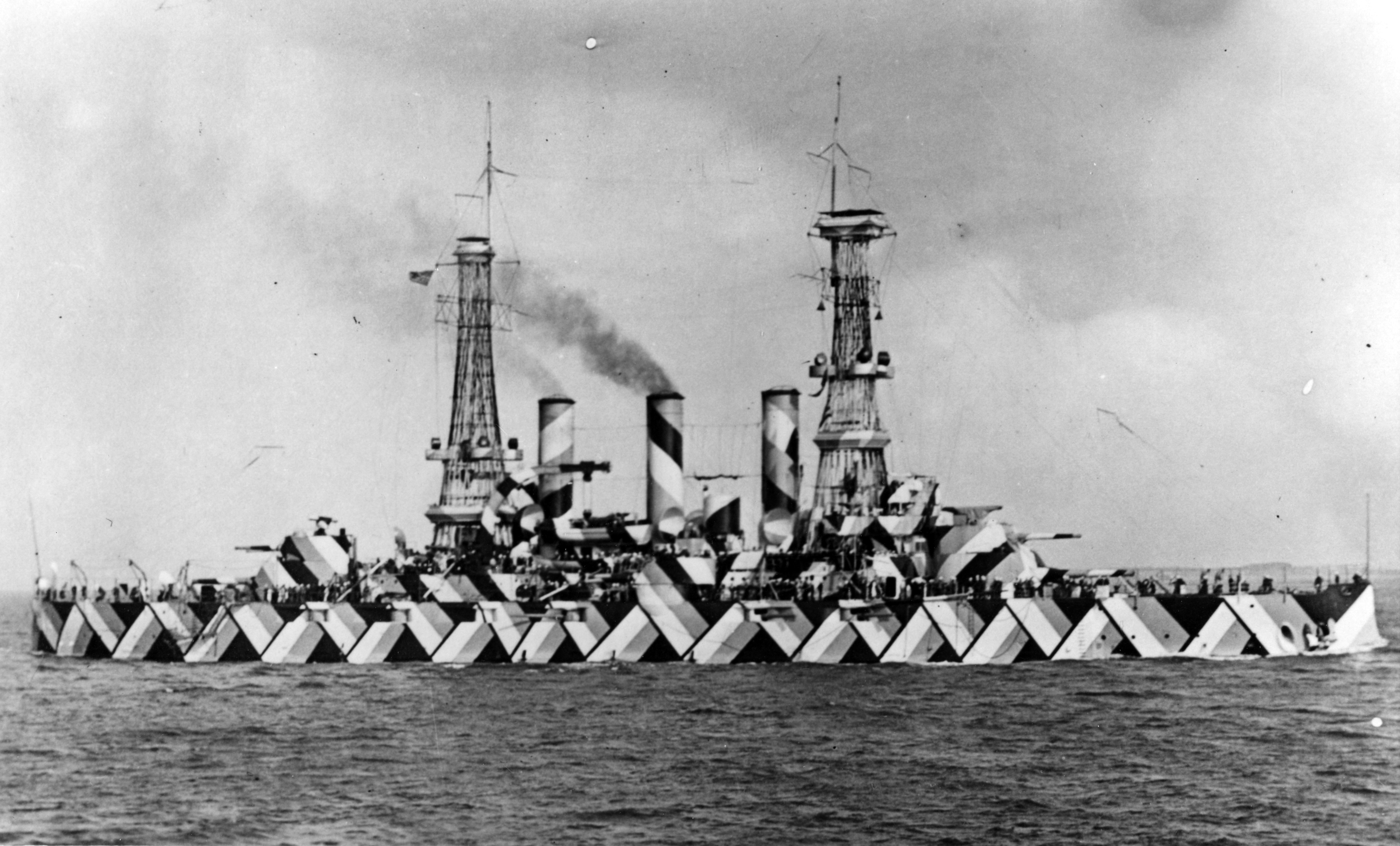
O Nebraska pintado com camuflagem experimental c. 1918

Três dias depois que o Nebraska foi recomissionado, os Estados Unidos declararam guerra à Alemanha por causa da campanha de guerra submarina irrestrita desta última, juntando-se assim à Primeira Guerra Mundial. O navio foi designado para a 3ª Divisão da Força de Couraçada da Frota do Atlântico, e em 13 de abril, juntou-se ao resto da frota para treinamento de batalha na Baía de Chesapeake. Ele permaneceu na costa leste dos Estados Unidos e foi encarregado de treinar tripulações de guarda para navios de transporte. Em 15 de abril de 1918, ele entrou no Norfolk Navy Yard para manutenção periódica. Nesse estaleiro, ele foi um dos navios pintados num padrão experimental de camuflagem disruptiva, mas o esquema mostrou-se imprático.
Em 16 de maio, o Nebraska embarcou os restos mortais do recém-falecido embaixador uruguaio, Carlos DePena, em Hampton Roads. Ele partiu naquele dia com o cruzador blindado Pittsburgh — nau capitânia da Frota do Pacífico — e chegou a Montevidéu, Uruguai em 10 de junho. O comandante da Frota do Pacífico subiu a bordo do Nebraska para as cerimônias de transferência. Os dois navios partiram de Montevidéu em 15 de junho e chegaram a Hampton Roads em 26 de julho.
A partir de setembro, o Nebraska passou a ser empregado como escolta de comboios para a Europa. No dia 17, ele partiu de Nova York com o comboio HX 49, um grupo de dezoito navios; o restante da escolta incluía o contratorpedeiro Dent e o cruzador mercante armado Rochester, e o britânico CMA HMS Arlanza. Em um ponto de encontro no Atlântico oriental, ele entregou o comboio a outras escoltas que levariam os navios para a França. O Nebraska voltou a Hampton Roads em 3 de outubro. Ele escoltou outros dois comboios antes do fim da guerra em novembro de 1918. Em dezembro, ele foi equipado para transportar soldados americanos da França. Ele fez quatro dessas viagens a Brest, na França, e carregou cerca de 4.540 homens de volta aos Estados Unidos. A primeira viagem começou em 30 de dezembro; ele chegou a Brest em 11 de janeiro de 1919 e após embarcar em um contingente de soldados, partiu para Newport News, Virgínia, onde chegaram em 28 de janeiro. A quarta viagem foi concluída em 21 de junho de 1919, também em Newport News.
Em 22 de junho de 1919, o Nebraska foi transferido da Força de Transporte para a Frota do Pacífico. Ele partiu da costa leste logo em seguida, com destino ao Pacífico. Em 2 de julho de 1920, o navio foi desativado e, no dia 15, foi reclassificado como BB-14. Ele permaneceu fora de serviço até 12 de julho de 1922, quando foi retirado do registro naval de acordo com o Tratado Naval de Washington assinado no início daquele ano. Os termos do tratado exigiam reduções significativas na força naval e, em 9 de novembro de 1923, o Nebraska foi declarado impróprio para o serviço bélico adicional de acordo com o tratado. Ele foi então vendido para demolição.